# 梁文博
梁文博（1987年3月5日—），生于中国黑龍江肇東，已被終身停賽的职业斯诺克台球选手。他左手持杆，在爆出造假事件前被认为是亚洲最有潜力的选手之一。因涉嫌操縱比賽，於2023年遭终身禁賽，與李行一同成為史上首兩位被WPBSA及中国台球协会皆終身禁賽的桌球運動員。

## 职业生涯
梁文博在英国谢菲尔德的世界斯诺克学院打球。
2006年亚洲运动会，梁文博和队友一起获得团体冠军，个人获得亚军。
2008年斯诺克世界锦标赛资格赛，梁文博击败伊恩·麦克库洛奇等选手闯入正赛。在首轮比赛以10：5战胜1997年世锦赛冠军肯·达赫蒂，进入第二轮，同时使后者的世界排名自1992/93赛季以来首次跌出16名。第二轮比赛梁文博的对手是乔·斯威尔，梁文博以12：8遥遥领先，被乔·斯威尔追至12平，双方进入决胜局，最终梁文博赢得了这场拉锯战，杀入8强。梁文博也成为首位闯进世锦赛八强的中国内地选手，在斯诺克世锦赛历史上，首次参加世锦赛时打进过八强之前仅有02年世锦赛冠军彼得·艾伯顿和两届世锦赛亚军马修·史蒂文斯。

## 争议

### 当街殴打女性
2021年7月20日，一位女士报警，英国谢菲尔德街头的监控影片拍下了事件经过。监控影片显示，梁文博和一名女性先是激烈争吵，随后梁文博与对方发生了明显的肢体冲突，拳打脚踢，旁边的一位男子试图干预并阻止梁文博继续施暴。
2022年2月9日，梁文博出席听证会，承认是一起家庭暴力。谢菲尔德地方法院在4月1日作出判决，梁文博被罚款1380英镑，并在12个月内完成96个小时的社区劳动。世界台联于次日（4月2日）暂停其世界斯诺克巡回赛资格。中国台球协会于4月3日停止其参加国内台球比赛资格，并停止其旅英职业球员委员会副主任职务。
2022年5月26日世界台联纪律委员会听证会上，梁文博承认他违反了世界台联会员规则。世界台联禁止其参加所有斯诺克比赛4个月，直至2022年8月1日止，并支付1000英镑听证费用。
2022年8月，梁文博在2022年斯诺克英国公开赛资格赛复出。

### 不当行为指控
2022年10月27日，世界台联发布声明，称梁文博因一系列违规行为，再次遭到官方禁赛。在调查结束或纪律处分程序的结果公布之前，停赛将一直有效。

### 涉嫌操纵比赛
2022年12月9日，世界台联（WPBSA）发布声明称，包括梁文博在内的6名中国斯诺克职业选手（其余5人为鲁宁、李行、赵剑波、白朗宁和常冰玉）因涉嫌操纵比赛结果，被暂停职业球手资格。10日，常冰玉在社交平台发文表示，自己打假球是因为被梁文博威胁，希望台联公正处理。12日，中国台球协会发布消息，声明坚决反对操纵比赛、赌博等违反体育诚信和道德的行为，并停止这6个人所有国内台球比赛的参赛资格。14日，內地媒體《北京青年報》引述消息，指梁文博在微信上向朋友圈子發文，宣佈退役、否認操控賽果。2023年6月，梁文博被WPBSA以及中国台球协会宣布终身禁赛。

## 冠军荣誉

### 个人
- 积分排名赛
  - 2016年斯诺克英格兰公开赛 冠军
- 小积分排名赛
  - 2013年斯诺克郑州公开赛 冠军
- 非积分排名赛
  - 2009年北京挑战赛 冠军

### 团体
- 代表中国队
  - 2017年斯诺克世界杯 冠军（中国A队）
  - 2013年亞洲室內暨武藝運動會斯诺克团体赛 冠军
  - 2011年斯诺克世界杯 冠军
  - 2010年亚洲运动会斯诺克团体赛 冠军
  - 2006年亚洲运动会斯诺克团体赛（英语：Cue sports at the 2006 Asian Games） 冠军

## 其他职位和头衔
- 2019年-2022年：中国台球协会旅英职业球员委员会副主任[24]
- 2019年-今：惠州旅游形象大使[25]